# Thiago Amud
Thiago Amud, nome artístico de Thiago Mattos dos Santos Amud (Rio de Janeiro, 26 de abril de 1980), é um cantor, compositor, arranjador e violonista brasileiro.
Além de assinar letra e música da maior parte de suas composições, Thiago já fez parcerias com artistas como Guinga, Francis Hime, e Sérgio Assad, além de ter canções interpretadas por nomes como Milton Nascimento, Alcione, Sérgio Mendes, Ana Carolina, Mônica Salmaso e MPB-4.

## Biografia

### Início de carreira
Thiago começou a estudar violão aos 13 anos. Em 1999, iniciou o bacharelado em Música Popular Brasileira na UNI-Rio, habilitando-se em Arranjo Musical. Logo começou a se destacar em concursos de música, como os da Faculdade Hélio Alonso e o Rio Jovem Artista. 

### Sacradança e participação no Som Brasil
Em 2010, Thiago arranja, produz e lança "Sacradança", seu primeiro álbum, lançado pelo selo musical Delira Música. É o compositor das 10 canções.
Sobre o disco, escreveu no Jornal do Brasil o crítico Tárik de Souza: "No limite entre a canção e a poesia musicada, num clima elegíaco ou mordaz, sempre escoltado por orquestrações densas, Amud debuta já com personalidade musical formada."
Em 2012, o artista foi convidado a participar do programa Som Brasil, da Rede Globo, em um especial sobre os antigos festivais de MPB. Thiago fez o arranjo e interpretou as músicas "Domingo no Parque" e "Eu Quero é Botar Meu Bloco na Rua". Amud também fez um dueto com Maria Alcina, cantando a música "Fio Maravilha".

### De Ponta a Ponta Tudo é Praia-Palma e Coletivo Chama
Em 2013, arranja e lança "De Ponta a Ponta Tudo é Praia-Palma", seu segundo disco pela Delira Música, com produção de JR Tostoi. É o autor das 12 canções, sendo que uma delas, "A Saga do Grande Líder", composta em parceria com Edu Kneip, foi destacada pelo crítico da Zero Hora Juarez Fonseca, que comentou que ela possui "uma das letras mais sarcásticas feitas em muito tempo por aqui." O álbum ficou entre os 10 melhores do ano em lista feita pelo jornal O Globo.
Em paralelo à sua carreira solo, Thiago integra o Coletivo Chama, descrito em matéria de O Globo como uma "turma de sete músicos que têm se reunido semanalmente, há quase dois anos, para discutir 'a canção entendida como arte'." O coletivo, integrado também pelos músicos Pedro Sá Moraes, Thiago Thiago de Mello, Renato Frazão, Ivo Senra, Cesar Altai e Sérgio Krakowski, é responsável pela produção da "Rádio Chama", programa semanal da Rádio Roquette Pinto.
Em janeiro de 2014, os artistas do Coletivo Chama fazem uma série de shows em Nova Iorque que acaba por ser repercutida no jornal The New York Times. Na matéria, o crítico musical Jon Pareles define Thiago como "um radical clandestino".
Em entrevista concedida ao site El País em fevereiro de 2014, Caetano Veloso fala sobre as músicas que estava ouvindo e cita Amud: "O pessoal do funk carioca experimenta muito. E é muito audacioso na abordagem de temas sexuais. Por outro lado, você encontra um Thiago Amud, que tem atitude vanguardista culta e excelente tratamento técnico."
Em 2016, divide com Ivo Senra a produção, direção musical e arranjos de “Todo Mundo é Bom”, disco manifesto do Coletivo Chama, de cujo repertório é autor de quatro canções (duas em parceria com Thiago Thiago de Mello, uma com Renato Frazão). No mesmo ano, assina a direção musical do show “Iara Ira” de Duda Brack, Juliana Linhares e Julia Vargas, e vence o Prêmio Profissionais da Música Brasileira na categoria Melhor Autor.

### O Cinema Que o Sol Não Apaga
Em 2018, compõe, arranja e lança "O Cinema Que o Sol Não Apaga", produzido por Ivo Senra e lançado pela gravadora Rocinante. É o autor das 16 canções (uma delas em parceria com Guinga, outra com Edu Kneip).
Parceiro e amigo de Thiago há vários anos, Guinga participou dos shows de lançamento do novo álbum em Brasília. Em matéria publicada pelo Correio Braziliense, Guinga declarou: "Cantor, compositor, músico e arranjador, ele (Amud) subverte a ordem em seu processo criativo em sua obra, produzindo uma música de grande beleza literária e estética. Embora me tome como mestre, e sejamos parceiros em 15 canções, o vejo mais como discípulo literário de Caetano Veloso e Aldir Blanc." O mesmo Caetano, em artigo para a Folha de S. Paulo ao fazer um balanço sobre o ano de 2018, ao falar de "O Cinema Que o Sol Não Apaga", escreveu: "Ele escreve letras incrivelmente bonitas e melodias desconcertantes amparadas por orquestrações complexas e bem-compostas, escritas por ele mesmo (modernas, inteiradas do que tem acontecido com a música, mas principalmente sentidas fundo e muito pessoais)." No mesmo ano, Amud participou do álbum O Rei do Cu, de Rogério Skylab, onde canta com Skylab e Mi Alvelli na faixa "Jeneci, Kassin, Tulipa". 
Em 2019, vence o Prêmio Profissionais da Música Brasileira na categoria Melhor Cantor. 

### Colaboração com Caetano Veloso e novo álbum
"Meu Coco", o primeiro álbum de músicas inéditas de Caetano em 9 anos, desde o lançamento de Abraçaço (2012), contou com a participação de Thiago na faixa-título, para a qual escreveu os arranjos de sopros. Sobre a canção, escreveu o crítico musical Mauro Ferreira: "A composição Meu Coco é samba assentado sobre o arsenal percussivo de Marcio Victor (timbal, talk drums, timbales, atabaque, derbak, shake, balde, tamborim, aro, alfaia, surdo virado e surdo), mas entortado pelo sinuoso e estonteante arranjo de sopros orquestrados por Thiago Amud."
Em entrevista para o jornal Estado de Minas, Amud detalhou seu trabalho, executado por músicos residentes em Belo Horizonte: "Quando Caetano me encomendou o arranjo, eu estava aqui, tenho ficado mais em Belo Horizonte que no Rio. Ele disse que tinha a ideia de eu escrever os sopros. Comecei a pensar nas pessoas que poderia chamar para gravar. (...) Eles fizeram um trabalho impressionante, com a capacidade de colorir o som com expressividade, afinação e precisão, coisas que nem sempre andam juntas."
Em novembro de 2021, lançou seu novo álbum, "São", produzido por Elísio Freitas e Marlon Sette, o segundo pela gravadora Rocinante. Composto por 8 faixas, todas compostas por ele, conta com a participação de nomes como Jurema e Jhusara e Moreno Veloso.

## Discografia
- 2010 - Sacradança
- 2013 - De Ponta a Ponta Tudo é Praia-Palma
- 2016 - Todo Mundo é Bom (com o Coletivo Chama)
- 2018 - O Cinema Que o Sol Não Apaga
- 2021 - São
- 2024 - Enseada perdida